# Grattacielo di via Tres de Mayo
Il Grattacielo di via Tres de Mayo (in spagnolo Rascacielos de la avenida Tres de Mayo), popolarmente conosciuto come "Il Grattacielo", è un grattacielo nella città di Santa Cruz de Tenerife (Isole Canarie, Spagna), situato sulla Avenida Tres de Mayo.

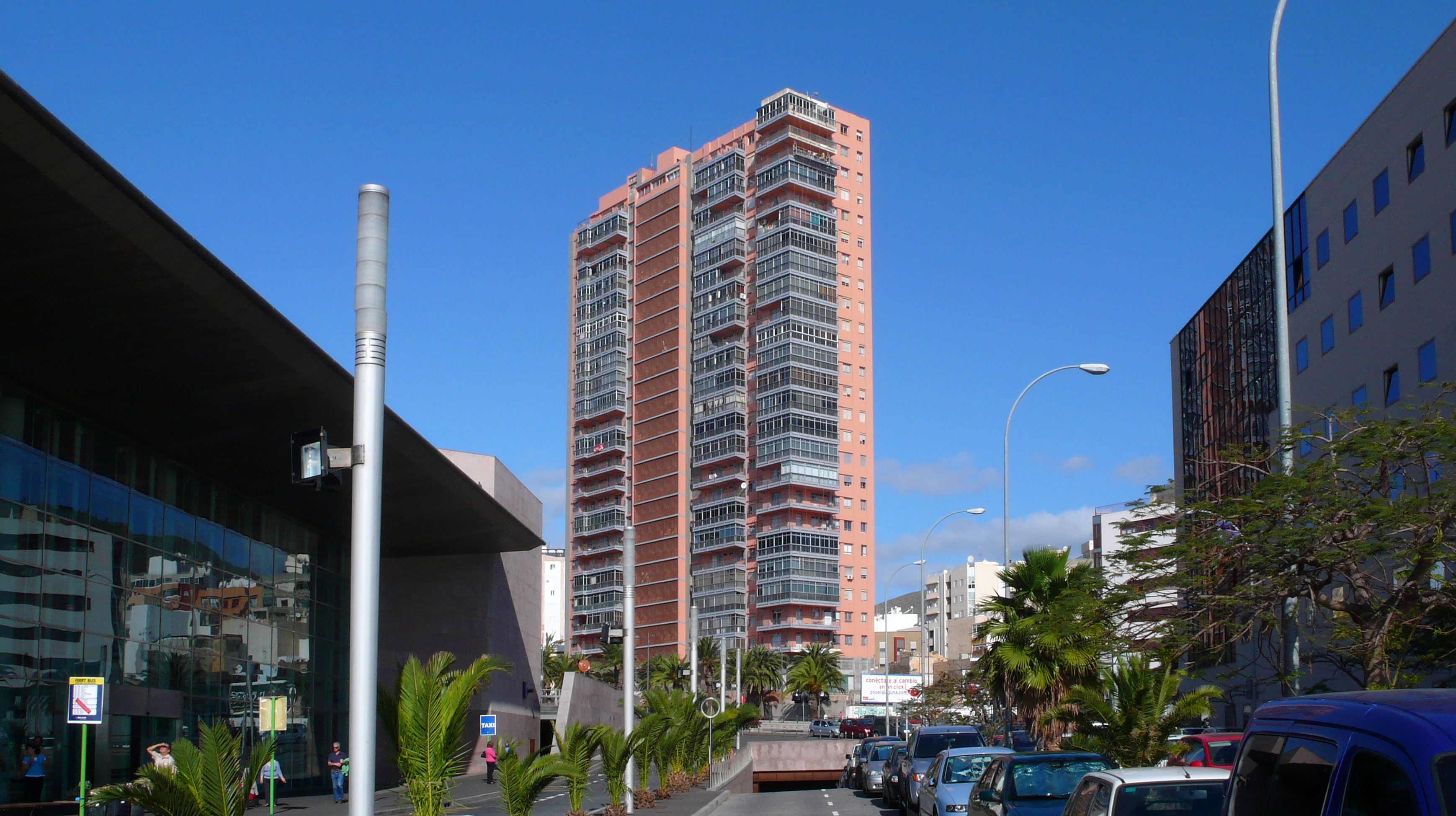
Vista panoramica del palazzo

Inaugurato il 3 maggio 1974, con i suoi 85 metri di altezza e 24 piani è stato l'edificio più alto della città fino alla costruzione delle Torres de Santa Cruz, avvenuta nel 2006, anno in cui è il secondo grattacielo più alto della città.